# Peter Tormen
Peter Robin Tormen Méndez (Ñuñoa, 22 de octubre de 1959) es un exciclista chileno retirado en 1988. 
Debutó a los 23 años en 1982. Fue el segundo chileno en ganar la Vuelta a Chile en 1987 y el primer gregario en conseguirlo. Este laurel se recuerda porque en la transmisión en directo de Televisión Nacional, el canal estatal perteneciente a la dictadura militar de Chile, le preguntan a Tormen "¿A quién le dedica el triunfo?", y él respondió "A mi hermano detenido-desaparecido", justo antes de que la pantalla se fuera a negro. En una entrevista posterior, Tormen cuenta que corrió aquella carrera con la bicicleta de su hermano desaparecido Sergio Tormen, campeón nacional de ciclismo.

## Premios
- 1987
  - Mejor ciclista (otorgado por la Revista Deporte Total)

## Palmarés
- ?
  -  Campeón de Chile persecución por equipo

- 1986
  -  Vicecampeón kilómetro contrarreloj
  -  Tercero en medio fondo

- 1987
  -  Vuelta a Chile